# Leszek Arent

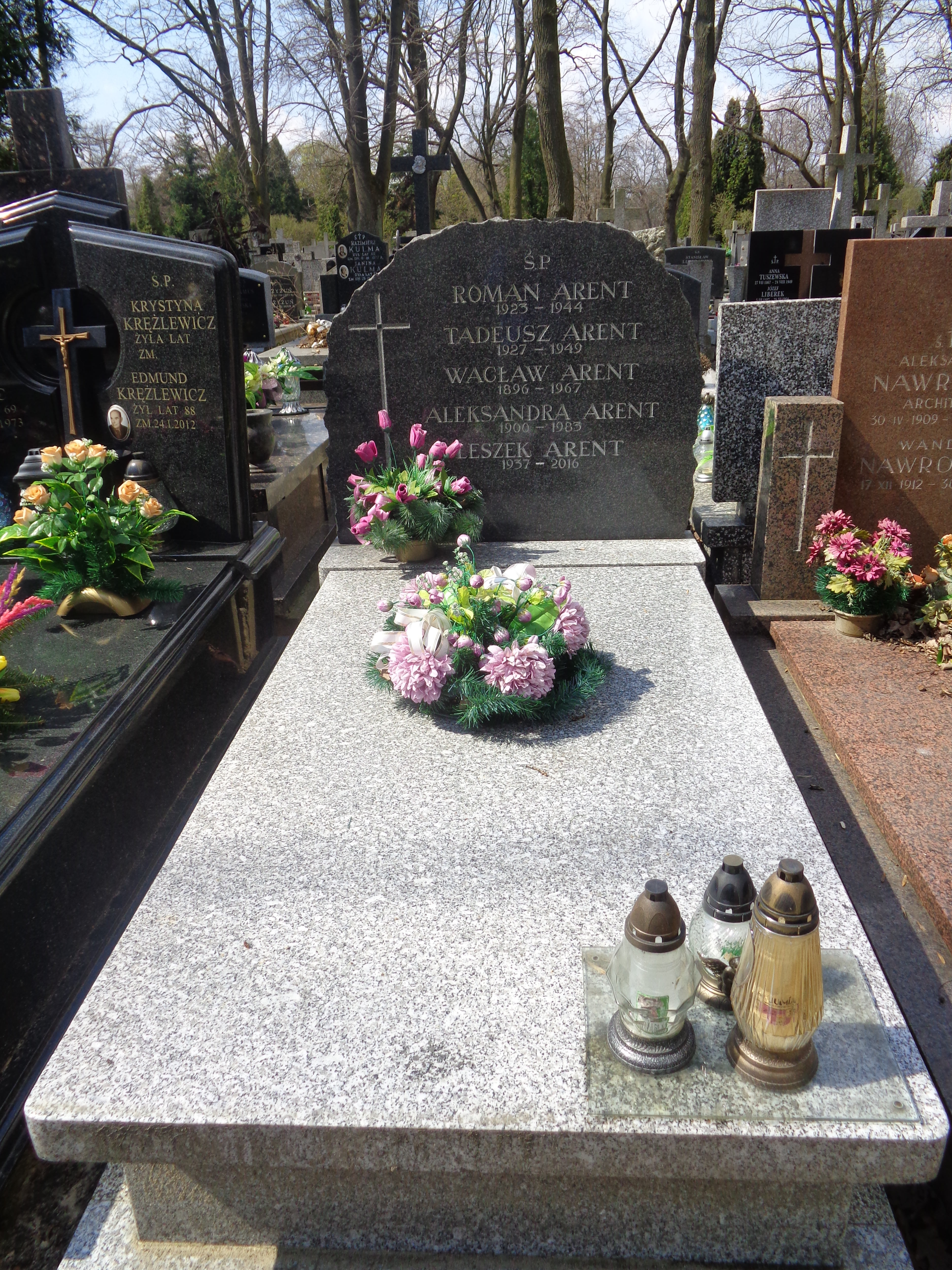
Grób Leszka Arenta na Cmentarzu Bródnowskim

Leszek Arent (ur. 2 lutego 1937 w Warszawie, zm. 1 sierpnia 2016) – polski koszykarz oraz trener koszykarski.
Był uczniem Liceum im. Stefana Batorego. W wieku 16 lat rozpoczął treningi w Legii Warszawa, w ekstraklasie debiutował w 1957. Z warszawskim klubem występował 10 sezonów (do 1967), czterokrotnie zdobył mistrzostwo Polski (1960, 1961, 1963, 1966), raz wicemistrzostwo Polski (1958), raz brązowy medal mistrzostw Polski (1962).
W reprezentacji Polski debiutował w 1959. Dwukrotnie uczestniczył w mistrzostwach Europy. W 1961 zajął z drużyną dziewiąte miejsce. Rozegrał pięć spotkań, rzucił trzy punkty. W 1963 we Wrocławiu zdobył wraz z kolegami srebrny medal. W reprezentacji grał do 1966, wystąpił w 74 spotkaniach.
Znajdował się w składzie Legii Warszawa, kiedy ta podejmowała gwiazdy NBA – 4 maja 1964. W zespole All-Stars znajdowali się wtedy: Bill Russell, Bob Pettit, Oscar Robertson, Tom Heinsohn, Jerry Lucas, Tom Gola, Bob Cousy, K.C. Jones, czyli dziś sami członkowie Galerii Sław Koszykówki. Na parkiet nie wszedł, ponieważ Legia przez cały mecz grała tylko składem podstawowym (Janusz Wichowski, Jerzy Piskun, Andrzej Pstrokoński, Tadeusz Suski, Stanisław Olejniczak). Drużyna z Warszawy przegrała to spotkanie 76-96. Różnica punktów okazała się najniższą spośród wszystkich pięciu drużyn, które rywalizowały z NBA All-Stars.
Od 1967 pracował w Polskim Związku Koszykówki, był trenerem m.in. reprezentacji Polski juniorów (1970-1982), którą prowadził na mistrzostwach Europy w 1972 (10. miejsce), 1974 (6. miejsce), 1976 (6. miejsce), 1978 (12. miejsce), 1980 (eliminacje).
W 2012 został zaliczony do Koszykarskiej Galerii Sław Legii Warszawa (2012).